# Арман Жозеф Брюа
Арман Жозеф Брюа ( Armand Joseph Bruat, 26 травня 1796 — 19 листопада 1855) — французький воєначальник, учасник Кримської війни. Адмірал Франції.

## Життєпис
Походив з ельзаської шляхетської родини. Замолоду обрав для себе військову службу. У 1811 році поступив на флот. Спочатку проходив навчання на кораблі у Бресті. У 1815 році на бригу «Гусар» бере участь у морських походах до Копенгагена, Бразилії та Антильських островів.
У 1817—1819 роках на шлюпі «Надія» служив у Леванті, після чого отримав звання лейтенанта. До 1824 році був офіцером на кораблях «Завойовник», «Блискавка», фрегаті «Діана». У 1824 році бере участь у морському поході до Сенегалу, а потім Тихого океану. У 1827 році відзначився під час битві при Наварині. У 1828 році став капітаном бригу «Силен», на якому патрулював узбережжя Алжиру. Незабаром брав участь у французькому вторгненні до цієї країни.
З 1830 до 1838 року служить у французькому морському представництві у Лісабоні, де отримує звання капітана. Після цього переходить до Левантійської ескадри. У 1841 році очолює корабль Тулонської ескадри. У 1843 році Брюа призначають консулом на Таїті та губернатором Маркізьких островів. Того ж року стає губернатором французьких колоній Океану. На цій посаді зумів зміцнити французьку присутність у Тихому океані, у 1849 році домогтися визнання протекторату Франції з боку Таїті.
У 1849 році призначається генерал-губернатором французьких Антильських островів. З 1852 року має звання віце-адмірала.
У 1854 році повертається до Європи, де очолює французьку ескадру під час Кримської війни. Незабаром здійснив рейд до Азовського моря, де знищив російські бази в Керчі (захопив 12 тис. т вугілля), у Маріуполі, Таганрозі, Єйську, Генічеську, Тамані, спустошив гирло Дону. У 1855 році захопив фортецю Кінбурн. Дістав наказ повертатися до Тулона. Під час походу помер 19 листопада 1855 року в Мессіні (Італія) від епідемії холери. Поховано на цвинтарі Пер-Лашез.